# Горяево (Вологодская область)
Горяево — деревня в Великоустюгском районе Вологодской области.
Входит в состав Парфёновского сельского поселения, с точки зрения административно-территориального деления — в Парфёновский сельсовет.
Расстояние по автодороге до районного центра Великого Устюга — 27,5 км, до центра муниципального образования Карасово — 16 км. Ближайшие населённые пункты — Конково, Смолинская Выставка, Кузьминское.
По переписи 2002 года население — 13 человек.